# هميلايبرونايت
هميلايبرونايت (بالإنجليزية: Hemilampronites) وهي من عصر ماقبل التاريخ جنسها هو السمك الطائر. أحافيرها موجودة في العصر الماسترخي.

## التصنيف
تصنف الهميلايبرونايت من رتبة الإبريات.